# Дружба (Нижньогородська область)
Дружба (рос. Дружба) — селище в Виксинському міському окрузі Нижньогородської області Російської Федерації.
Населення становить 3904 особи. Входить до складу муніципального утворення Міський округ місто Викса.

## Історія
Раніше населений пункт належав до ліквідованого 2011 року Виксинського району. До 2011 року входило до складу муніципального утворення Туртапінська сільрада.

## Населення
| 1999 | 2002  | 2010  |
| ---- | ----- | ----- |
| 5667 | ↘4349 | ↘3904 |